# Músculo tensor da fáscia lata
O músculo tensor da fáscia lata é um músculo grande e liso que se localiza na parte Antero-lateral da coxa-Femoral.
A sua Origem tem inicio na espinha Ilíaca passa pela cabeça do fémur (Grande trocanter) 
e vai ter a sua Inserção no trato trato-Tibial porem também passa pelo condilo lateral do Fémur.  
As sua ações principais são
- Abdução (colaboração desta ação - Glúteo "médio" e glúteo "pequeno")
- Estabilizador do joelho (Pessoas com um franco desenvolvimento do tensor da fáscia lata e por ventura um glúteo franco pode ter uma prevalecia de joelho valgo (Joelho direccionado Para dentro)  
- Rotação medial da Coxa-femoral (músculos que também participam - glúteo "médio", glúteo "mínimo"